# Don't Ever Change
Don't Ever Change è un brano scritto da Gerry Goffin e Carole King. Insieme nella vita privata e professionale per più di un decennio, i due sono autori di molti brani di successo interpretati da molti artisti.
Anche i Crickets di Buddy Holly registrarono una versione del pezzo, pubblicata postuma nel 1962; il singolo raggiunse la quinta posizione in Gran Bretagna, ma non entrò in classifica negli Stati Uniti. Brinsley Schwarz ha inclusa una cover sul suo album Please Don't Ever Change del 1973. Nello stesso anno venne pubblicata una versione di Bryan Ferry (sull'album These Follish Things), mentre nel 1982 fu realizzata la versione dei Mud (sul loro album Mud featuring Les Gray).
Non è lo stesso brano interpretato dai The Kinks (dall'album "Kinda Kinks", 1965) e nemmeno quello dei The Jesus and the Mary Chain (dalla compilation "Barbed Wire Kisses", 1988).

## La versione dei Beatles
Venne anche interpretato dai The Beatles in una puntata del programma radiofonico della BBC Pop Go The Beatles: una versione è rintracciabile sull'album Live at the BBC, pubblicato nel 1994. Il nastro, registrato il 1º agosto 1964, venne prodotto da Ian Grant e trasmesso per la prima volta il 27 dello stesso mese. La loro versione è un raro duetto vocale di Paul McCartney e George Harrison.

### Formazione
- George Harrison: voce, chitarra solista
- Paul McCartney: voce, basso elettrico
- John Lennon: chitarra ritmica
- Ringo Starr: batteria[1]